# Horák Jenő
Horák Jenő (Szank, 1904. február 28. – Budapest, Kőbánya, 1951. augusztus 28.) jogakadémiai tanár.

## Életútja
Horák János kovács iparos és Nagyfejű Anna fia. A kecskeméti piarista gimnázium tanulója volt, majd Budapesten járt egyetemre. Ezt követően Assisiben minorita rendi szerzetesnövendékként filozófiát tanult, valamint helyi gimnáziumokban tanított. Felszentelését megelőzően visszatért Kecskemétre, ahol elvégezte a jogakadémiát. 1932 július 21-én házasságot kötött Leitner Valéria Mária okleveles tanítónővel. 1930–1945 között magántanítással és kulturális ismeretterjesztéssel foglalkozott, emellett részt vállalt Kecskemét kulturális életében is: olasz nyelvkurzusokat vezetett; filozófiai, művészettörténeti előadásokat tartott a város különböző érdeklődésű rétegei számára. Az 1939 és 1941 közötti időszakban Bugac és vidéke helytörténete is foglalkoztatta, tanulmányozta a szegény sorsú emberek életkörülményeit.
1944-ben megtagadta a város polgármesterének kiürítési parancsát, és családjával a Gyenes téri házuk pincéjében élte meg a háború végét. 1944 novemberében több tanító és tanár társával együtt az iskolák romeltakarításában és az Egyesített iskolák megszervezésében vett részt. 1944 decemberétől az iskolai oktatás mellett, pedagógusok bevonásával, megszervezte a város igazságos kenyérellátását, és irányította 1945 februárjáig.
1945 februárjában kinevezték a kecskeméti Egyetemes Református Jogakadémia filozófia, művelődéstörténet, legújabb kori történelem, valamint az olasz nyelv és irodalom tanárává. Jogakadémiai tanári beosztása mellett kinevezést kapott a városi közigazgatási képesítő tanfolyam megszervezésére is, ezt követően pedig a közigazgatási képesítő tanfolyamok igazgatója lett.
1946-tól 1948 júniusáig tagja volt a Szociáldemokrata Pártnak. Tagkönyvét a „fúzió” alkalmával visszaadta, úgy érezte: meggyőződésből nem tudna tovább politikai munkát végezni. Ettől az időtől kezdve tanári munkáját, közéleti tevékenységét korlátozták. 1948-ban a kecskeméti jogakadémiát államosították, tanári működése bizonytalanná vált. Az akkori politikai-társadalmi életben már fellelhető volt sok téves döntés, amely ellenkezett demokratikus felfogásával. Politikai nézetei miatt külföldre menekült, de Bécsújhelyen (orosz övezetben) elfogták, és visszatoloncolták.
Tiltott határátlépésért 4 hónapra ítélték, büntetését a szombathelyi fegyházban töltötte. Ettől kezdve társadalmilag megbízhatatlan elemként volt nyilvántartva, mozgását figyelték. Borotára menekült, ahol vasárnaponként köteles volt jelentkezni a rendőrségen. 1950-ben hazatért Kecskemétre, de priusza miatt munkát nem vállalhatott, három gyerekük fenntartásáról felesége gondoskodott.
1950 novemberében és decemberében idős, földbirtokos szüleit naponta zaklatták a hatóságok adó és beszolgáltatások ürügyén, ami felzaklatta amúgy is gyenge idegállapotát. A szűk családi körön kívül, ismert és ismeretlen személyek körében kifejtette véleményét és elégedetlenségét a Rákosi-rendszer tűrhetetlen, törvénytelen intézkedései ellen.
1950. december 23-án éjszaka a nagybugaci Igmándi-tanyán elfogták. Feleségét és kiskorú gyermekeit a Kecskeméti Államvédelmi Hatóság ugyanebben az időben letartóztatta, házukban kerékpárlopás vádjával házkutatást tartott; fogságukat egy hétig fenntartotta.
1951 januárjában az Andrássy út 60-ra szállították, vallatták, rendszeresen megkínozták. Államellenes szervezkedésért koncepciós perbe fogták mint az ellenállás életre hívóját és vezetőjét. A kecskeméti ügy első rendű vádlottja. Ugyanebben a perben ítélték halálra operatív helyettesként, és végezték ki Csáky Ferenc magántisztviselőt is – további 7 részt vevő társukat összesen 59 évi börtönbüntetésre ítélték.
Kegyelmi kérvényét a legfelsőbb szinten elutasították, 1951. augusztus 28-án hajnalban Rákoskeresztúron, a Kozma utcai fogházban kivégezték.
Családja a rendszerváltásig hivatalosan nem értesült sorsáról. Sírja az Új köztemető 298-as parcellájában, a 17. sor 10-es osztásában található – 2009 májusa óta a Nemzeti Sírkert védett sírhelye. Emléktáblája megtalálható Kecskeméten, a Református Jogi Egyetemen.